# Ярцов, Януарий Осипович
Януарий Осипович Ярцов (10 марта 1792 года, Екатеринбург, Российская империя — 3 декабря 1861 года, Санкт-Петербург, Российская империя) — востоковед, преподаватель, адъюнкт АН «по восточным языкам» (1818—1819), переводчик в Азиатском департаменте МИД России (с 1819). Действительный член Петербургской академии наук.

## Биография
В 1812 году окончил Казанский университет. Был учеником И. И. Хальфина и Х. Д. Френа. С 1813 года — кандидат восточных языков и с 1816 года — магистр восточной словесности.
Знаток арабо-мусульманских языков, в том числе татарского языка. С целью изучения разговорного татарского языка некоторое время жил в Татарской слободе, в 1816 году был командирован в деревню Саба вблизи Казани для изучения «библиотеки восточ. книг».
В 1817—1818 годах был в должности канцелярского чиновника в составе посольства А. П. Ермолова в Персии. По итогам поездки он представил в Совет университета «Краткий журнал путешествия в Персию», «Дневные записки, веденные во время переезда от Тифлиса до Астрахани» и «Рассуждение о религии персиян».
В 1819-61 годах был переводчиком в Азиатском департаменте МИД России.

## Сочинения
Труды по археографии, вост. заимствованиям в рус. языке. Перевёл на рус. язык «Родословное древо тюрок» хивинского хана Абу-л-Гази (не изд.). Награждён перс. орденом Льва и Солнца 2-й степени (1818). Чл. — корр. Общества истории и древностей в Одессе (с 1843).